# Riley, Indiana
Riley är en ort i Vigo County, Indiana, USA.